# Bengalia akamanga
Bengalia akamanga är en tvåvingeart som först beskrevs av Andy Z. Lehrer 2005.  Bengalia akamanga ingår i släktet Bengalia och familjen spyflugor.
Artens utbredningsområde är Tanzania. Inga underarter finns listade i Catalogue of Life.